# Tele2 Liga Cuppen
La Coppa di Lega danese, o Tele2 Liga Cuppen, era una competizione calcistica danese. La federazione calcistica danese non conteggia come ufficiali i match disputati nell'ambito di questa manifestazione.

## Formato
Il torneo era un triangolare con partite da 45 minuti tra le tre squadre meglio piazzate dell'ultima Superliga.

## Albo d'oro
| Anno | Campione | Secondo Posto | Terzo Posto | Partite                                                             | Partite           |
| ---- | -------- | ------------- | ----------- | ------------------------------------------------------------------- | ----------------- |
| 2005 | Brøndby  | Midtjylland   | Copenaghen  | Brøndby - Midtjylland Copenaghen - Brøndby Midtjylland - Copenaghen | 2 - 1 1 - 1 3 - 1 |
| 2006 | Brøndby  | Copenaghen    | Viborg      | Copenaghen - Brøndby Copenaghen - Viborg Viborg - Brøndby           | 0 - 1 2 - 1 1 - 1 |